# NGC 437
NGC 437 é uma galáxia espiral (S0-a) localizada na direcção da constelação de Pisces. Possui uma declinação de +05° 55' 35" e uma ascensão recta de 1 horas, 14 minutos e 22,3 segundos.
A galáxia NGC 437 foi descoberta em 22 de Outubro de 1886 por Lewis A. Swift.